# Orsennes
Orsennes là một town and commune ở tỉnh Indre khu vực trung bộ Pháp. Xã này có diện tích 49,28 km², dân số thời điểm năm 1999 là 791 người. Khu vực này có độ cao trung bình 289 mét trên mực nước biển.